# Scirè (U-Boot, 2008)
Scirè (S 527) ist ein im Dienst der italienischen Marine stehendes U-Boot der Klasse 212 A.

## Geschichte
Scirè ist das zweite italienische Boot der Klasse, die nach dem ersten Boot Salvatore Todaro in Italien auch Salvatore-Todaro-Klasse genannt wird. Scirè wurde von Fincantieri in Muggiano bei La Spezia gebaut und am 18. Dezember 2004 nach dem 1942 versenkten U-Boot Scirè benannt. Im Februar 2007 erfolgte die Übergabe an die italienische Marine und dann ein intensives Ausbildungs- und Übungsprogramm. Am 18. Februar 2008 erhielt das Boot im Hafen von Livorno seine Seekriegsflagge, womit das Boot in die aktive Flotte eingegliedert wurde. Am 20. Juli 2009 lief Scirè zu einer mehrmonatigen Ausbildungsfahrt im Atlantik aus. Stationen waren unter anderem der spanische Marinestützpunkt Rota und die U-Boot-Basis Groton in Connecticut. An der US-Ostküste nahm Scirè an der Übung CONUS 2009 teil. Die Rückfahrt nach Tarent erfolgte im November und Dezember 2009 über Ponta Delgada auf den Azoren und Catagena in Spanien.
Heimathafen von Scirè und allen anderen italienischen U-Booten ist Tarent.